# SKEP Praha
SKEP Praha (Sportovní klub Elektrických podniků) je bývalý fotbalový klub z Prahy. Byl založen roku 1921 jako reprezentace úspěšné firmy Elektrické podniky, provozující pražskou tramvajovou dopravu. Klub provozoval i další sporty, např. kanoistiku nebo vzpírání (jeho členem byl i olympijský vítěz z Los Angeles Jaroslav Skobla). Největší úspěchy zaznamenal ve čtyřicátých letech, kdy hrál středočeskou divizi (druhá nejvyšší soutěž), tehdy v něm působili pozdější reprezentanti František Veselý starší, Jiří Zmatlík, Václav Morávek a slavný trenér Dukly Jaroslav Vejvoda. V sezoně 1942/43 obsadil SKEP třetí místo v divizi, takže skončil jen dvě příčky od postupu do první ligy. V roce 1948 byl SKEP přejmenován na Dynamo a o rok později sloučen s SK Slavia Praha, čímž prakticky přestal existovat. Hřiště klubu v Troji pak připadlo ragbistům Slavie jako první specializované ragbyové hřiště u nás.

## Historické názvy
Zdroj: 
- 1921 – SKEP Praha (Sportovní klub Elektrických podniků Praha)
- 1948 – ZSJ Dynamo Praha (Závodní sportovní jednota Dynamo Praha)
- 1949 – fúze s ZSJ Dynamo Slavia Praha ⇒ zánik